# سولفینالول
سولفینالول (انگلیسی: Sulfinalol) یک آنتاگونیست گیرنده بتا آدرنرژیک است.

## سنتز

سنتز سولفینالول: R. E. Philion, (1978 to Sterling), C.A. 90, 137468 (1979).